# Florian Tschögl
Florian Tschögl (* 19. Jahrhundert oder 20. Jahrhundert) war ein österreichischer Judenretter, der am 13. September 1979 den Ehrentitel „Gerechter unter den Völkern“ der Jerusalemer Gedenkstätte Yad Vashem erhielt.
Florian Tschögl diente 1943 in der Wehrmacht in Moledeczno in Weißrussland und hatte die Aufgabe, Rotarmisten in einem Kriegsgefangenenlager zu bewachen. In diesem Ort lebte auch die Familie Arzichowski – Vater, Mutter, zwei Söhne und eine jüngere Tochter. Antisemitische Polen denunzierten sie vor dem deutschen Kommando als Juden und gaben an, dass sie gegen deutsche Soldaten hetzten.
Tschögl beschloss, die Familie vor der Verschickung und dem sicheren Tod zu retten und lehnte die Denunziation ab. Er versorgte während der Jahre 1943 bis 1944 die mittellose Familie und schützte sie vor allen Angriffen. Als man die Tochter der Familie, Sarah, verhaften wollte, nahm Tschögl diese sogar bei sich auf.
Nur durch die Hilfe Florian Tschögls konnte die Familie Arzichowski den Krieg überleben.